# Polygireulima
Genre
Synonymes
- Acicularia Monterosato, 1884[1]

Polygireulima est un genre de mollusques gastéropodes au sein de la famille Eulimidae. Les espèces rangées dans ce genre sont marines et parasitent des échinodermes ; l'espèce type est Polygireulima spina.

## Distribution
Les espèces sont présentes dans l'Ouest de l'océan Atlantique, notamment dans le golfe du Mexique, sur les côtes des États-Unis et du Canada,.

## Liste d'espèces
Selon World Register of Marine Species (27 août 2017) :
- Polygireulima amblytera (Verrill & Bush, 1900)
- Polygireulima rutila (Carpenter, 1864)
- Polygireulima spina (Grateloup, 1838) †